# Rambla de Gallinera
Rambla de Gallinera är ett periodiskt vattendrag i Spanien.   Det ligger i provinsen Província de València och regionen Valencia, i den östra delen av landet, 400 km sydost om huvudstaden Madrid.